# Sillon bicipital médial
Le sillon bicipital médial (ou gouttière bicipitale interne ou sillon bicipital interne ou sillon bicipital ulnaire) est une dépression linéaire de la face médiale du bras qui part du pli du coude oblique en haut et en interne.
Il est formé par le muscle biceps brachial en avant, le muscle triceps brachial en arrière et les muscles épitrochléens en dedans.
Il forme, avec le sillon bicipital latéral plus marqué, un V ouvert en haut.
Dans ce sillon cheminent l'artère brachiale et ses veines satellites, l'artère récurrente ulnaire, le nerf médian et la veine médiane basilique.